# Marionina bulbosa
Marionina bulbosa är en ringmaskart som beskrevs av Finogenova 1994. Marionina bulbosa ingår i släktet Marionina och familjen småringmaskar. Inga underarter finns listade i Catalogue of Life.